# Tenontosaure
El tenontosaure (Tenontosaurus) és un gènere de dinosaure ornitòpode. Antigament es pensava que es tractava d'un hipsilofodont; però, d'ençà que Hyspilophodontia s'ha deixat de considerar un clade, el tenontosaure és considerat un iguanodont molt primitiu.

## Descripció

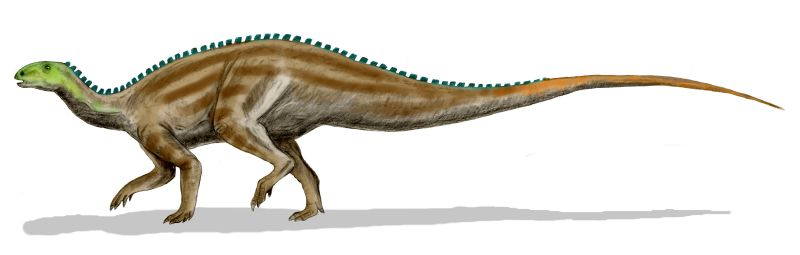
Reconstrucció d'un Tenontosaurus

El gènere es coneix a partir de restes fòssils trobades a l'oest de Nord-amèrica, en sediments de l'Aptià fins a l'Albià (Cretaci inferior i mitjà), que daten de fa entre 125 i 105 milions d'anys. El tenontosaure mesurava uns 6,5 metres de longitud i 2,2 metres d'alçada, amb una massa d'entre 1 i 2 tones. La seva cua era més llarga que la d'altres membres de la família i la major part del temps caminava sobre les quatre potes.